# Karnevalissimo
Karnevalissimo war eine ZDF-Fernsehshow, die jährlich einige Tage vor Karneval ausgestrahlt wird. Sie ist zwar an klassische Karnevalssitzungen angelehnt, legt jedoch den Schwerpunkt auf Büttenreden und Comedydarbietungen von Künstlern wie Ingrid Kühne oder Dieter Röder, während sonst Musik- und Tanzdarbietungen eine wesentlich größere Rolle spielen. Moderiert wurde die Sendung von 2000 bis 2011 von Guido Cantz, ab 2014 führte Marc Metzger durch die Show. Co-Moderatorinnen waren Cordula Stratmann (2000), Isabel Varell (2001–2003), Janine Kunze (2004–2015) und Mirja Boes (2017–2019). Nach der Sendung im Jahr 2019 wurde das Format wegen sinkender Einschaltquoten eingestellt.